# Pęchów
Pęchów – wieś w Polsce położona w województwie świętokrzyskim, w powiecie sandomierskim, w gminie Klimontów.
Wieś leżąca w powiecie sandomierskim województwa sandomierskiego wchodziła w XVII wieku w skład kompleksu klimontowsko-ossolińskiego dóbr Zbigniewa Ossolińskiego. Za Królestwa Polskiego istniała gmina Pęchów. W latach 1975–1998 miejscowość administracyjnie należała do województwa tarnobrzeskiego.
Przez wieś przechodzi  czerwony szlak turystyczny z Gołoszyc do Piotrowic.
Przez miejscowość przebiega droga krajowa nr 9 z Radomia do Rzeszowa.
W Pęchowie znajduje się zabytkowy dworek oraz aleja kasztanowa, składająca się z 16 stuletnich drzew.
Miejscowość znajduje się na odnowionej trasie Małopolskiej Drogi św. Jakuba z Sandomierza do Tyńca, która to jest odzwierciedleniem dawnej średniowiecznej drogi do Santiago de Compostela.